# Список танків за країнами

## Австралія
- Друга світова війна
  - Середні танки
    - AC I Sentinel
    - AC II Sentinel

## Австрія
- Steyr SK-105 Kürassier

## Аргентина
- Випущені до 1945
  - Середні танки
    - DL-43 Nahuel
- Випущені (та проекти) після 1945 року
  - Легкі танки
    - VC SK-105s Patagón

  - Середні танки
    - TAM
    - TH-301
    - TAM 2C

  - Основні бойові танки
    - TAP

## Білорусь
- Легкі танки
  - БРДМ 2Т

## Бразилія
- Випущені після 1945 року
  - Легкі танки
    - M41B
    - X1A
    - X1A2

  - Середні танки
    - Тамойо

  - Основні бойові танки
    - Engesa EE-T1 Osório

## Великобританія

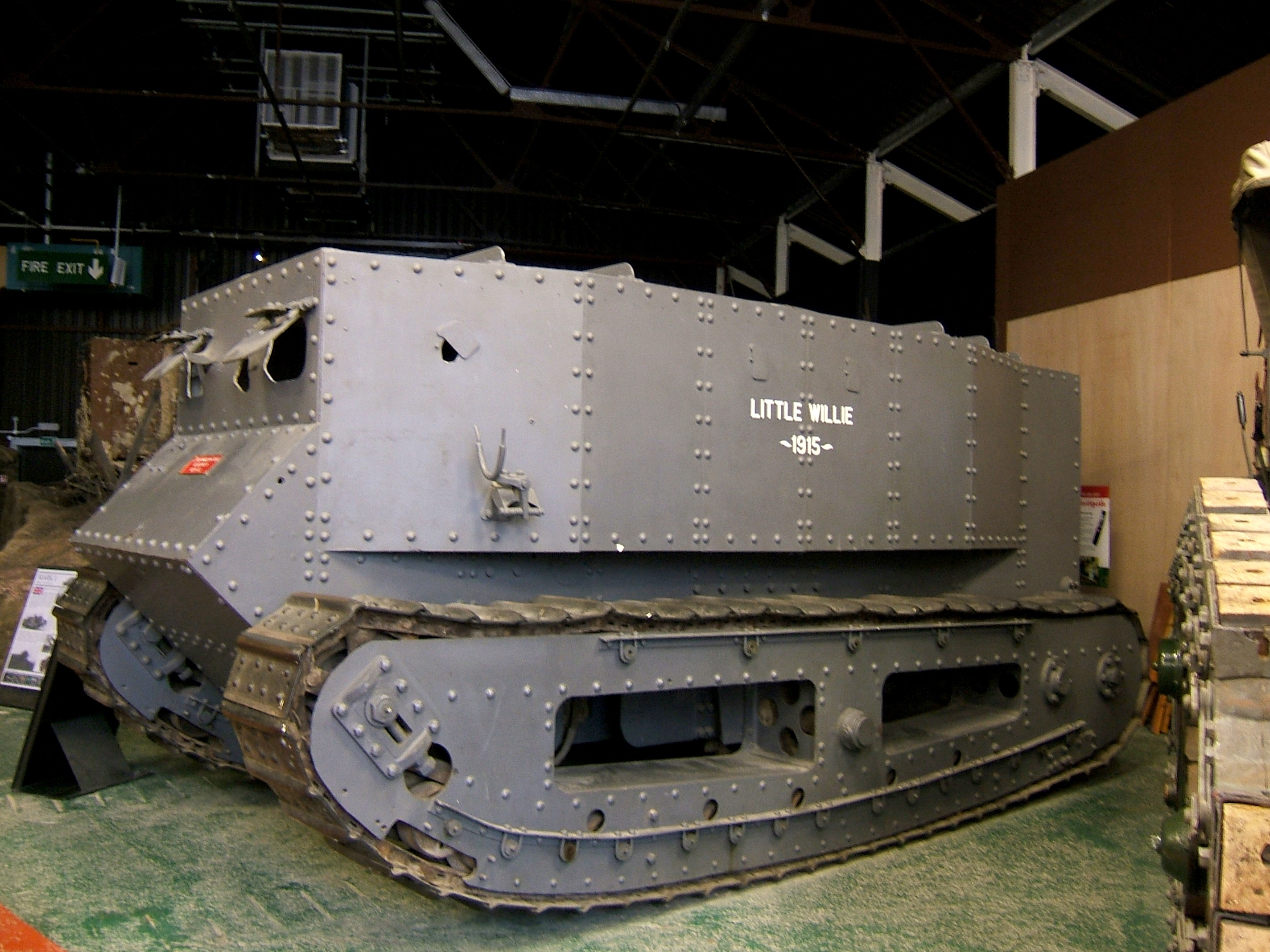
Little willie 1915

- Танки Першої світової війни
  - Середні танки
    - Little Willie
    - Medium Mk A Whippet
    - Medium Mk B
    - Medium Mk C Hornet

  - Важкі танки
    - Mk I
    - Mk II
    - Mk IV
    - Mk V
    - Mk V*
    - Mk V**
    - Mk VII
    - Mk VIII
    - Mk IX
- Випущені у 1918—1945 роках
  - Танкетка
    - Carden-Loyd Mk VI

  - Легкі танки
    - Patrol Mk I
    - Vickers Mk E
    - Mk II
    - Mk VI

  - Середні танки
    - Medium Mk D
    - Medium Mk I
    - Medium Mk II
    - Medium Mk III
    - A6E1
    - A7E1
    - A7E3

  - Важкі танки
    - A1E1 Independent
    - A33 Excelsior
    - A39 Tortoise

  - Надважкі танки
    - TOG II

  - Крейсерські танки
    - A9 (Mk I)
    - A10 (Mk II)
    - A13 (Mk III)
    - A13 Mk II (Mk IV)
    - A13 Mk III (Mk V Covenanter)
    - A15 (Mk VI Crusader)
    - A27 (Mk VII Cavalier)
    - A27M (Mk VIII Cromwell)
    - A30 (Mk VIII Challenger)
    - A34 Comet I
    - A41 Centurion

  - Піхотні танки
    - A11 (Mk I Matilda I)
    - A12 (Mk II Matilda II)
    - Mk III Valentine
    - A22 Churchill
    - A43 Black Prince

  - Плаваючі танки
    - A4E11
    - L1E3
- Випущені після 1945 року
  - Легкі танки
    - FV101 Scorpion
    - FV107 Scimitar

  - Середні танки
    - FV4101 (Mk 7 Charioteer)

  - Важкі танки
    - FV214 Conqueror

  - Основні бойові танки
    - Vickers Mk 5 (VFM5)
    - FV4201 Chieftain
    - Vickers MBT
    - FV4030/4 Challenger
    - Challenger 2

## Данія
- M41DK1

## Ізраїль
- Після 1945 року
  - Основні бойові танки
    - Magach
    - Merkava
    - Shot
    - T-67
    - M51HV «Super Sherman»
    - Sabra

## Індія
- Vijayanta
- Arjun

## Італія
- Перша світова війна
  - Важкі танки
    - Fiat 2000
- Випущені в 1918–1945 роках
  - Легкі танки та танкетки
    - Fiat 3000
    - Fiat-Ansaldo 5-Ton
    - CV2/29
    - CV3/33
    - L6/40

  - Середні танки
    - M11/39
    - M13/40
    - M14/41
    - M15/42

  - Важкі танки
    - P26/40
- Після 1945 року
  - Основні бойові танки
    - OF-40
    - Ariete

### Дивитись також
- Італійська бронетехніка

## Канада
- Друга світова війна
  - Середні танки
    - Ram
    - Grizzly I

## Китайська Народна Республіка
- Після 1945 року
  - Легкі танки
    - Type 62 (WZ-131)

  - Середні танки
    - Type 59 (WZ-120)

  - Основні бойові танки
    - Type 69 (WZ-121)
    - Type 79 (WZ-121D)
    - Type 80 (ZTZ-80)
    - Type 85
    - Type 88 (ZTZ-88)
    - Type 96 (ZTZ-96)
    - Type 98G (ZTZ-98)
    - Type 99 (ZTZ-99)

  - Плаваючі танки
    - Type 63 (WZ-211)

## Німеччина
- Перша світова війна
  - Важкі танки
    - A7V
    - A7V/U
    - K-Wagen
- 1919 — 1945 роки
  - Легкі танки
    - LK-I
    - LK-II
    - LK-III
    - Leichttraktor
    - Pz. Kpfw. I
    - Pz. Kpfw. II
    - Pz. Kpfw. II Ausf. L «Luchs»
    - E 5
    - E 10
    - E 25

  - Середні танки
    - Pz. Kpfw. III
    - Pz. Kpfw. IV
    - E 50
    - Grosstraktor
    - Neubaufahrzeug
    - Pz. Kpfw. V Panther

  - Важкі танки
    - Pz. Kpfw. VI Ausf. E Tiger
    - Pz. Kpfw. VI Ausf. B Tiger II
    - Panzer VII Löwe
    - Maus
    - E 75
    - E 100
- Після 1945 року
  - Основні бойові танки
    - Leopard
    - Leopard 2

## Нова Зеландія
- Друга світова війна
  - Легкі танки
    - Танк Боба Семпла

  - Середні танки
    - Танк Скофілда

## Норвегія
- NM-116

## Південна Корея
- K1
- K2 Black Panther

## Південно-Африканська Республіка
- TTD
- Olifant (танк)

## Польща
- До 1945 року
  - Танкетки
    - TK.1
    - TK.2
    - TK.3
    - TKS
    - TKW
    - TKF

  - Легкі танки
    - 7TP
    - 4TP

  - Середні танки
    - 10TP
    - 14TP

  - Важкі танки
    - 25TP
    - Pz. Inz.130
- Після 1945 року
  - Основні бойові танки
    - PT-91 Twardy

## Румунія
- TR-580
- TR-85
- TR-85M1
- TR-125

## Сербія
- Випущені після 1945 року
  - Основний бойовий танк
    - M-84AB1

## Сінгапур
- AMX-13SM1

## Союз Радянських Соціалістичних РеспублікіРосія
- Танки до 1945 року
  -  Російська Імперія
    - Всюдихід
    - Цар-танк

  - Танкетки
    - Т-27

  - Легкі танки
    - А-20
    - БТ-2
    - БТ-5
    - БТ-7
    - Танк КС
    - Т-18
    - Т-26
    - Т-38
    - Т-46
    - Т-50
    - Т-60
    - Т-70
    - Т-80

  - Середні танки
    - А-32
    - А-44
    - КВ-13
    - Т-24
    - Т-28
    - Т-34
    - Т-34-57
    - Т-34-85
    - ВІД-34
    - Т-44

  - Важкі танки
    - ІС-1
    - ІС-2
    - ІС-3
    - ІС-6
    - КВ-1
    - КВ-1С
    - КВ-2
    - КВ-6
    - КВ-85
    - КВ-100
    - КВ-122
    - Т-10 (ІС-5; Іс-8)
    - Т-35

  - Плавучі танки
    - ПТ-76
    - Т-37А
    - Т-40
- Танки від 1945 до 1991 року
  - Середні танки
    - Т-54
    - Т-55
    - Т-62
    - Т-62А
    - Т-64
    - Т-64БВ
    - Т-72
    - Т-80
    - Т-80А
    - Т-80У

  - Важкі танки
    - ІС-4
    - ІС-7
    - Об'єкт 277
    - Об'єкт 279
    - Об'єкт 770

  - Ракетні танки
    - ІТ-1
- Танки після 1991 року
  - Середні танки
    - Т-72Б3
    - Т-80УМ2 «Чорний орел»

  - Важкі танки
    - Т-90
    - Т-90АМ
    - Т-95
    - Т-14

## Сполучені Штати Америки
- Танки Першої світової війни
  - Легкі танки
    - Tank-Skeleton
    - M1917

  - Середні танки
    - Tank Holt-Electric

  - Важкі танки
    - Steam Tank
- Випущені в 1918–1945 роках
  - Легкі танки
    - M1
    - M2
    - M3/M5 Stuart
    - M7
    - M22 Locust
    - M24 Chaffee
    - MTLS-1G14

  - Середні танки
    - M2
    - M3 Lee/Grant
    - M4 Sherman
    - M27
    - M45

  - Важкі танки
    - M6
    - M26 Pershing
    - T29
    - T30
    - T32

  - Плаваючі танки
    - LVT
- Випущені після 1945 року
  - Легкі танки
    - M41 Walker Bulldog
    - M551 Sheridan
    - Stingray
    - XM-8

  - Середні танки
    - M46 Patton
    - M47 Patton II
    - T95

  - Важкі танки
    - M103

  - Основні бойові танки
    - M48 Patton III
    - M60
    - M1 Abrams

  - Плаваючі танки
    - LVT(A)5
    - LVTP5
    - LVTHX4

  - Інженерні танки
    - M728 CEV

## Україна
- Т-64БМ «Булат»
- Т-84
- Т-84БМ «Оплот»
- Т-84-120 «Ятаган»

## Угорщина
- До 1945 року
  - Легкі танки
    - 38M Toldi

  - Середні танки
    - 40M Turán

  - Важкі танки
    - 44M Tas

## Фінляндія
- БТ-42

## Франція
- Перша світова війна
  - Легкі танки
    - FT-17

  - Середні танки
    - CA-1 Schneider

  - Важкі танки
    - Saint Chamond
- 1919 — 1945 роки
  - Легкі танки
    - M 24/25
    - M 26/27
    - NC 27
    - NC 31
    - Char Leger Peugeot
    - AMR 33
    - AMR 35
    - AMC 34YR
    - AMC 35
    - R 35
    - H 35/38/39
    - AMX 38

  - Середні танки
    - Char Delaunay-Belleville
    - AMX 40

  - Важкі танки
    - Char 1A
    - Char 2C
    - ARL 44

  - Крейсерські танки
    - S 35

  - Піхотні танки
    - FCM 36
    - Char D1
    - Char D2
    - Char B1

  - Плаваючі танки
    - DP 1
    - DP 2
- Після 1945 року
  - Легкі танки
    - AMX 13

  - Важкі танки
    - AMX 50

  - Основні бойові танки
    - AMX 30
    - AMX 32
    - AMX-40
    - AMX 63
    - AMX 56 Леклерк
    - Марс 15

## Хорватія
- M-84A4 Snajper
- M-84D
- M-95 Degman

## Швейцарія
- NKPz
- Pz 61
- Pz 68
- Pz 87

## Швеція
- Strv m/21
- Strv L-5
- Strv L-80
- Strv L-60
- Strv L-100
- Strv m/31
- Strv m/38
- Strv m/40
- Strv m/42
- Strv 71
- Strv 74
- Strv 81
- Strv 101
- Strv 102
- Strv 103
- Strv 121
- Strv 122
- Ikv 91

## ЧехословаччинатаЧехія
- Чехословаччина
  - Танкетки
    - S-1
    - S-1d
    - LT vz.33

  - Легкі танки
    - KH.50
    - KH.60
    - KH.70
    - LT vz.34
    - LT vz.35
    - LT vz.38 (TNHP)

  - Середні танки
    - St vz.39

  - Плаваючі танки
    - F-IV-H
- Чехія
  - Середні танки
    - T-72M4 CZ

## Югославія
- M-84

## Японія
- Випущені до 1945 року
  - Малі танки
    - Тип 92
    - Тип 94 ТК
    - Тип 97 Те-Ке

  - Легкі танки
    - Тип 95 Ха-Го
    - Тип 4 Ке-Ну

  - Середні танки
    - Чі-Ну
    - Тип 97 Чі-Ха
    - Тип 1 Чи-Хе
    - Тип 3 Чі-Ну

  - Важкі танки
    - Тип 95
    - OI

  - Плаваючі танки
    - Тип 2 Ка-Мі

- Випущені після 1945 року
  - Середні танки
    - Тип 61

  - Основні бойові танки
    - Тип 74
    - Тип 90
    - Тип 10